# 1953年の相撲
1953年の相撲（1953ねんのすもう）は、1953年の相撲関係のできごとについて述べる。

## 大相撲

### できごと
- 1月、初場所、蔵前仮設国技館で15日間。NHKテレビの大相撲中継実験放送。途中休場した横綱照國引退、年寄荒磯襲名。場所後の番付編成会議で大関鏡里の横綱推挙決定。横綱審議委員会はこれがはじめての昇進案件だった鏡里の横綱推挙の賛否でもめるが了承。
- 2月、名古屋準本場所15日間、関脇朝潮優勝。
- 3月、春場所、大阪府立体育会館で15日間。この年から年間4場所開催となり、春場所を3月大阪で興行することになる。この場所不調の千代の山は横綱返上を申し出るも、慰留される。
- 5月、夏場所、蔵前仮設国技館で15日間。NHKテレビの大相撲中継放送開始。平幕時津山が全勝優勝したが、1敗の大関吉葉山ほか関脇以上との対戦なく、優勝の価値をめぐって問題視された。パンアメリカン航空賞創設。
- 6月、場所後の番付編成会議で三根山の大関昇進決定。
- 9月、力士の身長、体重の検査が始まる。横綱羽黒山引退、年寄立浪専任となる。秋場所、蔵前仮設国技館で15日間。

### 本場所
- 一月場所（蔵前仮設国技館、10～24日）
幕内最高優勝 : 鏡里喜代治（14勝1敗,1回目）
  - 殊勲賞-朝潮、敢闘賞-玉ノ海、技能賞-常ノ山

十両優勝 : 成山明（12勝3敗）
- 三月場所（大阪府立体育会館、8～22日）
幕内最高優勝 : 栃錦清隆（14勝1敗,2回目）
  - 殊勲賞-清水川、敢闘賞-三根山、技能賞-鳴門海

十両優勝 : 出羽湊秀一（11勝4敗）
- 五月場所（蔵前仮設国技館、16～30日）
幕内最高優勝 : 時津山仁一　（15戦全勝,1回目）
  - 殊勲賞-三根山、敢闘賞-時津山、技能賞-北ノ洋

十両優勝 : 成山明（12勝3敗）
- 九月場所（蔵前仮設国技館、19～10月3日）
幕内最高優勝 : 東富士欽壹（14勝1敗,6回目）
  - 殊勲賞-國登、敢闘賞-琴錦、技能賞-成山

十両優勝 : 豊登道春（12勝3敗）

## 誕生
- 2月4日 - 翠竜輝嘉（最高位：十両2枚目、所属：立浪部屋）
- 2月5日 - 大ノ海敬士（最高位：前頭4枚目、所属：花籠部屋）[1]
- 2月27日 - 栃光興福（最高位：関脇、所属：春日野部屋、+ 2002年【平成14年】）[2]
- 3月9日 - 麒麟児和春（最高位：関脇、所属：二所ノ関部屋、+ 2021年【令和3年】）[2]
- 4月3日 - 2代若乃花幹士（第56代横綱、所属：二子山部屋、+ 2022年【令和4年】）[3][4]
- 4月5日 - 大橋直松（最高位：十両13枚目、所属：花籠部屋）
- 4月16日 - 龍門孝幸（最高位：十両筆頭、所属：出羽海部屋）
- 5月16日 - 北の湖敏満（第55代横綱、所属：三保ヶ関部屋、第9・12代日本相撲協会理事長、+ 2015年【平成27年】）[5]
- 8月3日 - 4代木村正直（元・三役格行司、所属：朝日山部屋、+ 2013年【平成25年】）[6]
- 9月11日 - 大錦一徹（最高位：小結、所属：出羽海部屋）[7]
- 10月2日 - 天剛山隆清（最高位：十両5枚目、所属：木瀬部屋）
- 10月30日 - 大觥吉男（最高位：前頭8枚目、所属：二子山部屋）[8]
- 12月13日 - 飛騨乃花成栄（最高位：前頭筆頭、所属：二子山部屋）[9]

## 死去
- 9月19日 - 日本海忠藏（最高位：前頭16枚目、所属：立田川部屋→出羽ノ海部屋、* 1882年【明治15年】）[10]